# Erebia crathiae
Erebia crathiae är en fjärilsart som beskrevs av Ruggero Verity 1923. Erebia crathiae ingår i släktet Erebia och familjen praktfjärilar. Inga underarter finns listade i Catalogue of Life.